# 陳山
陳山（1365年—1434年），字伯高，别字汝靜，福建延平府沙縣人。明朝政治人物，同進士出身。

## 生平
洪武二十六年（1393年）舉人。洪武二十七年會試副榜，歷任始興、奉化教諭。預修《永樂大典》。擢吏科給事中。為朱瞻基帝師，仁宗時為左春坊左庶子。陞戶部左侍郎，宣德中，為戶部尚書兼謹身殿大學士。為人寡學，急利而昧大體，宣宗鄙薄陳山，被撤除閣務，宣德四年（1429年）十月教授內使，於內書堂教宦官讀書。陳壽祺纂《福建通志》，梁伯蔭、羅克涵等纂《沙縣志》皆有〈陳山傳〉。